# سنومة (صرواح)

تعديل مصدري - تعديل

سنومة هي إحدى قرى عزلة المحجزة بمديرية صرواح التابعة لمحافظة مأرب،اليمن، بلغ تعداد سكانها 923 نسمة حسب تعداد اليمن لعام 2004.